# Liste der Herrscher des Königreichs Gumma
Dies ist eine Liste der Herrscher des Königreichs Gumma in der Region Gibe in Äthiopien. Zum Teil ist nur der Pferdename in Klammern angegeben. Moti ist ein Oromo-Herrschertitel.
| Amtszeit               | Name                   | Anmerkungen                                |
| ---------------------- | ---------------------- | ------------------------------------------ |
| spätes 18. Jahrhundert | Adam                   | Gründer von Gumma                          |
| ca. 1795               | Jilcha, Moti           |                                            |
| ca. 1810               | Oncho, Moti            |                                            |
| ca. 1840 – 1854        | Jawe, Moti             | konvertierte zum Islam                     |
| 1854 – Juni 1879       | ..., Moti (Abba Dula)  |                                            |
| Juni 1879 – ca. 1890   | ..., Moti (Abba Jobir) |                                            |
| ca. 1890 – 1899        | ..., Moti (Abba Fogi)  | besiegt durch Ras Tasama unter Menelik II. |
| 1899 – 1902            | Firisa, Moti           | Revolte gegen Menelik II.                  |